# Discografia lui Marilyn Manson
Aceasta este discografia și videografia completă a formației Marilyn Manson, inclusiv lansările Marilyn Manson & The Spooky Kids. Lansările neoficiale sau neautorizate au fost excluse. Melodiile individuale sau remix-urile sunt discutate în articolul albumului din care fac parte, și nu apar aici. Soundtrack-urile au fost de asemenea excluse.

## Albumurile de Studio

### Portrait of an American Family
- Lansat: 19 iulie 1994
- Casa de discuri: Nothing, Interscope
- Format: CD, CS, LP

### Antichrist Superstar
- Lansat: 8 octombrie 1996
- Casa e discuri: Nothing, Interscope
- Format: CD, CS, LP

### Mechanical Animals
- Lansat: 15 septembrie 1998
- Nothing, Interscope
- Format: CD, CS, LP

### Holy Wood (In the Shadow of the Valley of Death)
- Lansat: 14 noiembrie 2000
- Casa de discuri: Nothing, Interscope
- Format: CD, CS, LP

### The Golden Age of Grotesque
- Lansat: 13 mai 2003
- Casa de discuri: Nothing, Interscope
- Format: CD, CS, LP

### Eat Me, Drink Me
- Lansat: 5 iunie 2007
- Casa de discuri: Interscope
- Format: CD, DI

### The High End of Low
- Lansat: 26 mai 2009
- Casa de discuri: Interscope
- Format: CD, DI

### Born Villain
- Lansat: 25 aprilie 2012
- Casa de discuri: Cooking Vinyl si Marilyn Manson Hell etc.
- Format: CD, DI

### The Pale Emperor
- Lansat: 15 ianuarie 2015
- Casa de discuri: Marilyn Manson 's Hell etc.
- Format: CD, DI

### Heaven Upside Down
- Lansat: 6 octombrie 2017
- Casa de discuri: Loma Vista Recordings și Caroline International
- Format: CD, DI

## Albume Remix

### Smells Like Children
- Lansat: 24 octombrie 1995
- Casa de discuri: Nothing, Interscope
- Format:CD, CS, LP

### Remix & Repent
- Lansat: 25 noiembrie 1997
- Casa de discuri: Nothing, Interscope
- Format: CD, CS

## Albume Live

### The Last Tour on Earth
- Lansat: 13 noiembrie 1999
- Casa de discuri: Nothing, Interscope
- Format:CD, CS

## Copilație

### Lest We Forget
- Lansat: 28 septembrie 2004
- Casa de discuri: Interscope
- Format: CD, CS, LP

## Albume Video

### Dead to the World
- Lansat: 10 februarie 1998
- Casa de discuri: Nothing, Interscope
- Format: VHS

### God Is in the TV
- Lansat: 2 noiembrie 1999
- Casa de discuri: Nothing, Interscope
- Format: VHS

### Guns, God and Government - World Tour
- Lansat: 29 octombrie 2002
- Casa de discuri: Eagle Rock Entertainment
- Format: VHS, DVD, UMD

### Guns, God and Government - Live in L.A.
- Lansat: 17 noiembrie 2009
- Casa de discuri: Marilyn Manson Records
- Format: Blu-Ray

## Singles
| Title                                                                         | Year | Peak chart positions | Peak chart positions | Peak chart positions | Peak chart positions | Peak chart positions | Peak chart positions | Peak chart positions | Peak chart positions | Peak chart positions | Peak chart positions | Certifications                              | Album                                            |
| Title                                                                         | Year | US Alt               | US Main              | AUS                  | AUT                  | GER                  | IRL                  | NLD                  | SWE                  | SWI                  | UK                   | Certifications                              | Album                                            |
| ----------------------------------------------------------------------------- | ---- | -------------------- | -------------------- | -------------------- | -------------------- | -------------------- | -------------------- | -------------------- | -------------------- | -------------------- | -------------------- | ------------------------------------------- | ------------------------------------------------ |
| "Get Your Gunn"                                                               | 1994 | —                    | —                    | 97                   | —                    | —                    | —                    | —                    | —                    | —                    | —                    |                                             | Portrait of an American Family                   |
| "Lunchbox"                                                                    | 1995 | —                    | —                    | 81                   | —                    | —                    | —                    | —                    | —                    | —                    | —                    |                                             | Portrait of an American Family                   |
| "Sweet Dreams (Are Made of This)"                                             | 1995 | 26                   | 31                   | 28                   | —                    | —                    | —                    | —                    | —                    | —                    | 135                  |                                             | Smells Like Children                             |
| "The Beautiful People"                                                        | 1996 | 26                   | 29                   | 42                   | —                    | —                    | —                    | 96                   | —                    | —                    | 18                   | - BPI: Silver - IFPI SWE: Gold              | Antichrist Superstar                             |
| "Long Hard Road Out of Hell"                                                  | 1997 | —                    | —                    | —                    | —                    | —                    | —                    | —                    | —                    | —                    | —                    |                                             | Spawn soundtrack                                 |
| "Tourniquet"                                                                  | 1997 | —                    | 30                   | 52                   | —                    | —                    | —                    | —                    | —                    | —                    | 28                   |                                             | Antichrist Superstar                             |
| "The Dope Show"                                                               | 1998 | 15                   | 12                   | 20                   | —                    | —                    | —                    | 63                   | 53                   | —                    | 12                   | - IFPI SWE: Gold                            | Mechanical Animals                               |
| "I Don't Like the Drugs (But the Drugs Like Me)"                              | 1999 | 36                   | 25                   | 45                   | —                    | —                    | —                    | 83                   | —                    | —                    | —                    |                                             | Mechanical Animals                               |
| "Rock Is Dead"                                                                | 1999 | 30                   | 28                   | —                    | —                    | —                    | —                    | —                    | —                    | —                    | 23                   |                                             | Mechanical Animals                               |
| "Disposable Teens"                                                            | 2000 | 24                   | 22                   | 46                   | —                    | 64                   | 34                   | 99                   | 52                   | 73                   | 12                   |                                             | Holy Wood (In the Shadow of the Valley of Death) |
| "The Fight Song"                                                              | 2001 | —                    | —                    | —                    | 59                   | 67                   | 47                   | —                    | —                    | —                    | 24                   |                                             | Holy Wood (In the Shadow of the Valley of Death) |
| "The Nobodies"                                                                | 2001 | —                    | —                    | —                    | —                    | —                    | —                    | —                    | —                    | 96                   | 34                   |                                             | Holy Wood (In the Shadow of the Valley of Death) |
| "Tainted Love"                                                                | 2001 | 33                   | 30                   | —                    | 2                    | 3                    | 11                   | 44                   | 11                   | 2                    | 5                    | - IFPI AUT: Gold - BPI: Silver - BVMI: Gold | Not Another Teen Movie soundtrack                |
| "Mobscene"                                                                    | 2003 | 26                   | 18                   | 31                   | 15                   | 20                   | 27                   | 84                   | 18                   | 6                    | 13                   |                                             | The Golden Age of Grotesque                      |
| "This Is the New Shit"                                                        | 2003 | —                    | —                    | 31                   | 24                   | 25                   | 50                   | —                    | 59                   | 44                   | 29                   |                                             | The Golden Age of Grotesque                      |
| "Personal Jesus"                                                              | 2004 | 12                   | 20                   | 30                   | 10                   | 11                   | 46                   | 89                   | 39                   | 13                   | 13                   |                                             | Lest We Forget: The Best Of                      |
| "The Nobodies 2005"                                                           | 2005 | —                    | —                    | —                    | 56                   | 65                   | —                    | —                    | —                    | 42                   | —                    |                                             | Lest We Forget: The Best Of                      |
| "Heart-Shaped Glasses (When the Heart Guides the Hand)"                       | 2007 | 24                   | 31                   | —                    | 41                   | 49                   | 46                   | —                    | 18                   | —                    | 19                   |                                             | Eat Me, Drink Me                                 |
| "Putting Holes in Happiness"                                                  | 2007 | —                    | —                    | —                    | —                    | 83                   | —                    | —                    | —                    | —                    | —                    |                                             | Eat Me, Drink Me                                 |
| "We're from America"                                                          | 2009 | —                    | —                    | —                    | —                    | —                    | —                    | —                    | —                    | —                    | —                    |                                             | The High End of Low                              |
| "Arma-goddamn-motherfuckin-geddon"                                            | 2009 | —                    | 37                   | —                    | —                    | 67                   | —                    | —                    | 48                   | —                    | 114                  |                                             | The High End of Low                              |
| "No Reflection"                                                               | 2012 | —                    | 26                   | —                    | —                    | —                    | —                    | —                    | —                    | —                    | —                    |                                             | Born Villain                                     |
| "Slo-Mo-Tion"                                                                 | 2012 | —                    | —                    | —                    | —                    | —                    | —                    | —                    | —                    | —                    | —                    |                                             | Born Villain                                     |
| "Third Day of a Seven Day Binge"                                              | 2014 | —                    | —                    | —                    | —                    | —                    | —                    | —                    | —                    | —                    | —                    |                                             | The Pale Emperor                                 |
| "Deep Six"                                                                    | 2014 | —                    | 8                    | —                    | —                    | —                    | —                    | —                    | —                    | —                    | —                    |                                             | The Pale Emperor                                 |
| "Cupid Carries a Gun"                                                         | 2015 | —                    | —                    | —                    | —                    | —                    | —                    | —                    | —                    | —                    | —                    |                                             | The Pale Emperor                                 |
| "We Know Where You Fucking Live"                                              | 2017 | —                    | —                    | —                    | —                    | —                    | —                    | —                    | —                    | —                    | —                    |                                             | Heaven Upside Down                               |
| "Kill4Me"                                                                     | 2017 | —                    | 5                    | —                    | —                    | —                    | —                    | —                    | —                    | —                    | —                    |                                             | Heaven Upside Down                               |
| "Cry Little Sister"                                                           | 2018 | —                    | —                    | —                    | —                    | —                    | —                    | —                    | —                    | —                    | —                    |                                             | The New Mutants soundtrack                       |
| "God's Gonna Cut You Down"                                                    | 2019 | —                    | —                    | —                    | —                    | —                    | —                    | —                    | —                    | —                    | —                    |                                             | Non-album singles                                |
| "The End"                                                                     | 2019 | —                    | —                    | —                    | —                    | —                    | —                    | —                    | —                    | —                    | —                    |                                             | Non-album singles                                |
| "We Are Chaos"                                                                | 2020 | —                    | 39                   | —                    | —                    | —                    | —                    | —                    | —                    | —                    | —                    |                                             | We Are Chaos                                     |
| "—" denotes items which were not released in that country or failed to chart. |      |                      |                      |                      |                      |                      |                      |                      |                      |                      |                      |                                             |                                                  |

## Videoclipuri

### 1994
- Get Your Gunn
- Lunchbox

### 1995
- Dope Hat
- Sweet Dreams (Are Made of This)

### 1996
- The Beautiful People
- Tourniquet

### 1997
- Man That You Fear
- Cryptorchid
- Antichrist Superstar

### 1998
- Apple of Sodom
- The Dope Show
- I Don't Like the Drugs (But the Drugs Like Me)

### 1999
- Rock is Dead
- Coma White
- Astonishing Panorama of the Endtimes

### 2000
- Disposable Teens

### 2001
- The Fight Song
- The Nobodies

### 2002
- Tainted Love

### 2003
- mOBSCENE
- This is the New Shit

### 2004
- (s)AINT
- Personal Jesus

### 2007
- Heart-Shaped Glasses (When the Heart Guides the Hand)
- Putting Holes in Happiness

### 2009
- Arma-Goddamn-Motherfuckin-Geddon
- Running to the Edge of the World

## Creații independente
| An   | Titlu                        | Informație                                                                           |
| ---- | ---------------------------- | ------------------------------------------------------------------------------------ |
| 1989 | The Raw Boned Psalms         | Prima casetă lansată ca Marilyn Manson & the Spooky Kids; nu a fost pusă la vânzare. |
| 1990 | The Beaver Meat Cleaver Beat | Lansarea cele de-a doua casete, foarte puține au fost făcute.                        |
| 1990 | Big Black Bus                | Câteva melodii din primul demo.                                                      |
| 1990 | Grist-O-Line                 | Înregistrarea „Cake and Sodomy”.                                                     |
| 1991 | Lunchbox                     | S-au vândut 177..675 de copii.                                                       |
| 1991 | After School Special         | Înregistrarea Lunchbox și Cyclops                                                    |
| 1992 | Live as Hell                 | Înregistrată live la „Radio Clash”.                                                  |
| 1992 | The Family Jams              | Prima casetă lansată ca Marilyn Manson.                                              |
| 1993 | Refrigerator                 | Limitată la 100 de copii.                                                            |